# Pepingen (Vlaams-Brabant)
Pepingen is een plaats en gemeente in de Belgische provincie Vlaams-Brabant. De gemeente ligt in het Pajottenland en telt ruim 4500 inwoners.

## Geschiedenis
Onder het ancien régime behoorde (de huidige deelgemeente) Pepingen wereldlijk tot het graafschap Henegouwen en kerkelijk tot het oude bisdom Kamerijk (tot 1559). Na de Franse invasie werd Pepingen als gemeente bij het kanton Halle van het Dijledepartement ingedeeld. Bijgevolg hoort Pepingen vandaag bij de provincie Vlaams-Brabant, hoewel het historisch geen band heeft met het hertogdom Brabant.
Op 12 oktober 1903 werd de streek van Bogaarden (Pepingen) getroffen door een tornado, die een duizendtal bomen velde. Op 28 juli 1937 stortte er een vliegtuig neer in Beert-Bellingen, waarbij vijftien doden vielen.

## Geografie
Pepingen ligt in het Pajottenland op een hoogte van 30-75 meter. 
De fusiegemeente telt naast Pepingen zelf nog vijf deelgemeenten. In de deelgemeente Pepingen liggen nog de gehuchten Beringen en Kestergat.
| # | Naam      | Opp. (km²) | Inwoners (2020) | Inwoners per km² | NIS-code |
| - | --------- | ---------- | --------------- | ---------------- | -------- |
| 1 | Pepingen  | 13,18      | 1.623           | 123              | 23064A   |
| 2 | Beert     | 3,03       | 507             | 167              | 23064C   |
| 3 | Bellingen | 3,99       | 750             | 188              | 23064D   |
| 4 | Bogaarden | 5,02       | 459             | 91               | 23064E   |
| 5 | Elingen   | 3,01       | 436             | 145              | 23064B   |
| 6 | Heikruis  | 7,69       | 762             | 99               | 23064F   |

## Bezienswaardigheden
- Het Kasteel Puttenberg
- De Sint-Martinuskerk
- De KW-Linie 1939 Ninove-Waverstelling
- De De Cort Distillery

## Demografische ontwikkeling

### Demografische evolutie deelgemeente voor de fusie
- Bronnen:NIS, Opm:1831 tot en met 1970=volkstellingen, 1976= inwonersaantal op 31 december

### Demografische ontwikkeling van de fusiegemeente
Alle historische gegevens hebben betrekking op de huidige gemeente, inclusief deelgemeenten, zoals ontstaan na de fusie van 1 januari 1977.
- Bronnen:NIS, Opm:1831 tot en met 1981=volkstellingen; 1990 en later= inwonertal op 1 januari

| Inwoners van jaar tot jaar op 1 januari 1992 tot heden | Inwoners van jaar tot jaar op 1 januari 1992 tot heden | Inwoners van jaar tot jaar op 1 januari 1992 tot heden |
| jaar                                                   | Aantal                                                 | Evolutie: 1992=index 100                               |
| ------------------------------------------------------ | ------------------------------------------------------ | ------------------------------------------------------ |
| 1992                                                   | 3.888                                                  | 100,0                                                  |
| 1993                                                   | 3.965                                                  | 102,0                                                  |
| 1994                                                   | 3.992                                                  | 102,7                                                  |
| 1995                                                   | 4.082                                                  | 105,0                                                  |
| 1996                                                   | 4.116                                                  | 105,9                                                  |
| 1997                                                   | 4.110                                                  | 105,7                                                  |
| 1998                                                   | 4.129                                                  | 106,2                                                  |
| 1999                                                   | 4.173                                                  | 107,3                                                  |
| 2000                                                   | 4.247                                                  | 109,2                                                  |
| 2001                                                   | 4.257                                                  | 109,5                                                  |
| 2002                                                   | 4.289                                                  | 110,3                                                  |
| 2003                                                   | 4.280                                                  | 110,1                                                  |
| 2004                                                   | 4.331                                                  | 111,4                                                  |
| 2005                                                   | 4.347                                                  | 111,8                                                  |
| 2006                                                   | 4.352                                                  | 111,9                                                  |
| 2007                                                   | 4.357                                                  | 112,1                                                  |
| 2008                                                   | 4.401                                                  | 113,2                                                  |
| 2009                                                   | 4.391                                                  | 112,9                                                  |
| 2010                                                   | 4.390                                                  | 112,9                                                  |
| 2011                                                   | 4.445                                                  | 114,3                                                  |
| 2012                                                   | 4.417                                                  | 113,6                                                  |
| 2013                                                   | 4.436                                                  | 114,1                                                  |
| 2014                                                   | 4.374                                                  | 112,5                                                  |
| 2015                                                   | 4.402                                                  | 113,2                                                  |
| 2016                                                   | 4.424                                                  | 113,8                                                  |
| 2017                                                   | 4.409                                                  | 113,4                                                  |
| 2018                                                   | 4.372                                                  | 112,4                                                  |
| 2019                                                   | 4.479                                                  | 115,2                                                  |
| 2020                                                   | 4.537                                                  | 116,7                                                  |
| 2021                                                   | 4.499                                                  | 115,7                                                  |
| 2022                                                   | 4.507                                                  | 115,9                                                  |
| 2023                                                   | 4.567                                                  | 117,5                                                  |
| 2024                                                   | 4.592                                                  | 118,1                                                  |
| 2025                                                   | 4.564                                                  | 117,4                                                  |

## Politiek

#### 2013-2018
Eddy Timmermans (LVB-LIJSTvdBURGER) werd tot burgemeester benoemd. Hij leidde een coalitie bestaande uit LVB-LIJSTvdBURGER en N-VA. Samen vormden ze de meerderheid met 8 op 15 zetels.
In 2014 torpedeerde eerste schepen Peter Lacres, die de N-VA-lijst aanvoerde in 2012, deze coalitie en ging als onafhankelijke zetelen. Enkele maanden later vormde Lacres een nieuwe meerderheid met CD&V-SP.A. Deze blokkeerde twee jaar lang elk agendapunt op de gemeenteraad en werkte zo de onbestuurbaarheid van de gemeente in de hand. Na deze procedure werd de LVB-N-VA-coalitie aan de kant geschoven voor een coalitie van CD&V-SP.A en Peter Lacres (onafhankelijk, voorheen N-VA). Sinds 31 maart 2017 is Luc Decrick (CD&V) burgemeester.

#### 2019-2025
Bij de gemeenteraadsverkiezingen van 2018 dienden zich voor het eerst vijf verschillende partijen aan, al dan niet met een volledige kieslijst: LVB-LIJSTvdBURGER, N-VA, CD&V, DVP en Groen. De lijst LVB-LIJSTvdBURGER behaalde met 42 procent een absolute meerderheid in de gemeenteraad en Eddy Timmermans (LVB-LIJSTvdBURGER) werd opnieuw tot burgemeester benoemd.

#### 2025-2030
Bij de gemeenteraadsverkiezingen van oktober 2024 dongen twee partijen naar de gunst van de kiezer: Team Pepingen, een kartel van de oppositiepartijen N-VA, CD&V en DVP, en de Lijst van de Burger. Team Pepingen behaalde nipt een absolute meerderheid, met tien stemmen voorsprong op de Lijst van de Burger. De Lijst van de Burger diende daarop een klacht in bij de Raad voor Verkiezingsbetwistingen vanwege vermeende onregelmatigheden, maar die klacht werd op 19 december 2024 verworpen. Het nieuwe gemeentebestuur werd op 3 januari 2025 geïnstalleerd, Peter Van Cutsem (Team Pepingen) werd burgemeester.

### Resultaten gemeenteraadsverkiezingen sinds 1976
| Partij               | Partij                                                | 10-10-1976 | 10-10-1976 | 10-10-1982 | 10-10-1982 | 9-10-1988 | 9-10-1988 | 9-10-1994 | 9-10-1994 | 8-10-2000 | 8-10-2000 | 8-10-2006 | 8-10-2006 | 14-10-2012 | 14-10-2012 | 14-10-2018 | 14-10-2018 | 14-10-2024 | 14-10-2024 |
| Stemmen / Zetels     | Stemmen / Zetels                                      | %          | 13         | %          | 13         | %         | 13        | %         | 13        | %         | 15        | %         | 15        | %          | 15         | %          | 15         | %          | 15         |
| -------------------- | ----------------------------------------------------- | ---------- | ---------- | ---------- | ---------- | --------- | --------- | --------- | --------- | --------- | --------- | --------- | --------- | ---------- | ---------- | ---------- | ---------- | ---------- | ---------- |
|                      | PVV-Cent1 / VLD-CVPA                                  | 32,881     | 4          | -          |            | -         |           | -         |           | 52,1A     | 9         | -         |           | -          |            | -          |            | -          |            |
|                      | CVP1 / VLD-CVPA / CD&V-sp.a2 / CD&V3 / TEAM PepingenB | 21,961     | 2          | 34,291     | 4          | 33,771    | 4         | -         |           | 52,1A     | 9         | 50,592    | 8         | 45,862     | 7          | 30,13      | 5          | 50,2B      | 8          |
|                      | DVP1 / TEAM PepingenB                                 | -          |            | -          |            | -         |           | -         |           | -         |           | -         |           | -          |            | 10,71      | 1          | 50,2B      | 8          |
|                      | N-VA1 / TEAM PepingenB                                | -          |            | -          |            | -         |           | -         |           | -         |           | -         |           | 16,761     | 2          | 9,21       | 1          | 50,2B      | 8          |
|                      | LVB-LijstvdBurger                                     | -          |            | -          |            | -         |           | -         |           | -         |           | 49,41     | 7         | 37,37      | 6          | 41,6       | 8          | 49,8       | 7          |
|                      | Groen                                                 | -          |            | -          |            | -         |           | -         |           | -         |           | -         |           | -          |            | 8,4        | 0          | -          |            |
|                      | LVB                                                   | -          |            | -          |            | -         |           | 55,9      | 8         | -         |           | -         |           | -          |            | -          |            | -          |            |
|                      | Gembel761 / GEMB2                                     | 45,161     | 7          | 65,712     | 9          | 66,232    | 9         | -         |           | -         |           | -         |           | -          |            | -          |            | -          |            |
|                      | P.A.B.                                                | -          |            | -          |            | -         |           | -         |           | 17,23     | 2         | -         |           | -          |            | -          |            | -          |            |
|                      | V.G.P.                                                | -          |            | -          |            | -         |           | 32,6      | 4         | 30,66     | 4         | -         |           | -          |            | -          |            | -          |            |
|                      | CDP                                                   | -          |            | -          |            | -         |           | 11,5      | 1         | -         |           | -         |           | -          |            | -          |            | -          |            |
| Totaal stemmen       | Totaal stemmen                                        | 2528       | 2528       | 2598       | 2598       | 2747      | 2747      | 2856      | 2856      | 3060      | 3060      | 3256      | 3256      | 3257       | 3257       | 3284       | 3284       | 2672       | 2672       |
| Opkomst %            | Opkomst %                                             |            |            |            |            | 95,85     | 95,85     | 94,16     | 94,16     | 93,07     | 93,07     | 95,04     | 95,04     | 94,11      | 94,11      | 94,0       | 94,0       | 74,8       | 74,8       |
| Blanco en ongeldig % | Blanco en ongeldig %                                  | 1,46       | 1,46       | 3,23       | 3,23       | 2,99      | 2,99      | 4,1       | 4,1       | 3,66      | 3,66      | 3,65      | 3,65      | 2,73       | 2,73       | 3,2        | 3,2        | 1,6        | 1,6        |

De zetels van de gevormde meerderheid staan vetjes afgedrukt. De grootste partij is in kleur.

## Sport
- Voetbalclub FC Pepingen is aangesloten bij de KBVB. De club speelde hoofdzakelijk in de provinciale reeksen, maar promoveerde in 2013 naar de nationale reeksen.
- Volley Bellingen-Halle (VBH) is een Belgische damesvolleybalclub

## Bekende Pepingenaren

### Geboren in Pepingen
- Thomas van Cantimpré (Bellingen, 1201- circa 1270), Zuid-Nederlands geestelijke, schrijver en theoloog
- Franciscus Ludovicus (Louis) Orins (1878-1943), burgemeester van Pepingen en telg van Pajotse molenaarsfamilie
- Johan de Maegt (Beert, 1876-1938), Belgisch journalist en schrijver
- Helena Coleta Decoster (Bogaarden, 1886-1973), Belgisch bestuurster
- Julien Kuypers (Pepingen, 1892-1967), Belgisch schrijver, ambtenaar en voorzitter raad van bestuur NIR en BRT
- Raymond Barbé (Heikruis, 1911-1966), voormalig Belgisch volksvertegenwoordiger
- Laurent Georges Gustave Vandendriessche (Pepingen, 1919-2013), Belgisch arts, hoogleraar, rector van de Universitaire Instelling Antwerpen
- Marcel Seghers (Bellingen, 1937-2018), voormalig Belgisch volksvertegenwoordiger
- Adrien (Adriaan) Joseph Raemdonck (Pepingen, 16 oktober 1945), Belgisch galeriehouder
- Dieudonné Horlait (Heikruis, 6 augustus 1948), voormalig Belgisch volksvertegenwoordiger
- Jos Pierreux (Pepingen, 19 december 1957), Belgisch misdaadauteur
- Dora De Haseleer (Heikruis, 14 februari 2000), Belgisch bobsleester en atlete

### Woonachtig in Pepingen
- Jeroen Camerlynck, Belgisch muzikant, bandlid Fleddy Melculy

### Overleden in Pepingen
- Severin Marcel (Marc) Beckwé (1926–2023), politicus en ereburgemeester van Halle.

## Evenementenkalender
- Dorpsfeesten Heikruis
- Dorpsfeesten Bogaarden
- Halfoogstfeesten Bellingen
- Kermis Te Pepingen
- Feestend Beert
- Feestelingen
- Sint-Benedictusommegang in Elingen op Paasmaandag.
- Drogo-ommegang in Bellingen op de derde zondag na Pinksteren

## Wetenswaardigheden
- Pepingen werd opgenomen in de preselectie van 50 dorpen bij de in 2007 door Toerisme Vlaanderen georganiseerde verkiezing van het mooiste dorp van Vlaanderen.
- De film Alles moet weg (1996) van Jan Verheyen en de televisiereeks Ons geluk (1995-1996) werden in Pepingen opgenomen.
- Ook (deels) opgenomen in Pepingen:
  - Hector (1987, kerkhof van Pepingen)
  - Maria Speermalie (jaren '70, in en rond kasteelpark Ter Rijst in Heikruis)
  - Mik, Mak en Mon (in de velden van Heikruis)
  - Een mens van goede wil ('Augustuskermis' in Beert)
  - Rolande met de bles (kasteelpark Ter Rijst, Heikruis)
  - Vrede over de Velden / Paix sur les Champs (Domein Ter Rijst en omgeving Heikruis)
  - kortfilm 'Geluwse vluchtelingen' (Pepingen)

## Nabijgelegen kernen
Kester, Bellingen, Beert, Breedhout, Elingen, Leerbeek